# Калужская энциклопедия
Калужская энциклопедия — универсальное справочное издание, систематизированное в алфавитном порядке изложение сведений о людях, жизнь и деятельность которых связана с Калужским краем, об административном устройстве, истории, науке и культуре, общественно-политической жизни, искусстве, архитектурных памятниках и природных объектах.
Издавалась дважды в 2000 и 2005 годах в калужском «Издательстве Н. Бочкарёвой».

## Авторский коллектив
Главный редактор — Филимонов Виктор Яковлевич.
Редакционная группа: Т.А. Свиридова (руководитель, научный редактор), Л.В. Калашникова (редактор-библиограф), Т.И. Данилова и И.И. Лаврентьева - редакторы.
Авторский коллектив: Агеев В. Ф., Афанасьев В. Г., Бауэр А. А., Берестов А.Д., Бессонов В.А., Филимонов В.Я. и др.

## Издания
- Калужская энциклопедия : [Учеб. пособие по краеведению] / [В. Ф. Агеев и др.]; Под ред. В. Я. Филимонова. — Калуга: Бочкарева, 2000. — 689, [1] с. — ISBN 5-89552-024-3.
- Калужская энциклопедия / под ред. В. Я. Филимонова. — 2-е изд., перераб. и доп. — Калуга: Издательство Н.Ф. Бочкаревой, 2005. — 494 с. — 3100 экз. — ISBN 5-89552-333-1.